# 2480 Papanov
2480 Papanov è un asteroide della fascia principale. Scoperto nel 1976, presenta un'orbita caratterizzata da un semiasse maggiore pari a 2,2254979 UA e da un'eccentricità di 0,1206008, inclinata di 2,92028° rispetto all'eclittica.